# 戦車戦略 砂漠の狐
『戦車戦略 砂漠の狐』（せんしゃせんりゃく さばくのきつね）は、ケムコ(KEMCO)が1988年4月28日にファミリーコンピュータ用として発売した、第二次世界大戦（北アフリカ戦線）を題材としたウォー・シミュレーションゲームである。
北米では『Desert Commander』（デザート・コマンダー）のタイトルで発売されている。

## 概要
プレイヤーは、ドイツアフリカ軍団の「砂漠の狐」と呼ばれたエルヴィン・ロンメル将軍になり、イギリス軍のCPUと戦う。各ユニットを動かしながら、司令部を倒した軍が勝つ。シナリオは5本（ロンメルの演習、勝利への道、トブルク攻防戦、激戦! トリポリ、北アフリカ戦線）存在し、難易度が少しずつ上がる。
ドイツ軍とイギリス軍に分かれて2人で対戦することもできるうえ、兵器ごとのユニット数を変更できるエディット機能もある。尚、両軍のユニット名称は「ヤセンホウ」「バクゲキキ」といった一般名称のみで、実際に使用された兵器の名称は登場しない。
安価なユニットを囮として司令部から離れたマップの端へと誘導する戦術が容易で、その間にほとんど戦わずして司令部を占領、勝つことができるという、ゲームシステム上の問題があった。
また発売時には、ゲーム中の「北アフリカ戦線」をクリアすると、ヒトラーからの感謝状というスタイルのクリア認定書とオリジナルテレカがもらえるというキャンペーン企画も行っていた。

## ゲーム内容

### ユニット
地上ユニット
海に移動することができない。歩兵や司令部以外は移動燃料が切れると動けなくなる。補給は町で可能。
- 戦車 - 地上ユニット最強兵器だが、爆撃機には弱い。荒地でも長い距離を移動することができる。
- 装甲車 - 輸送トラックや補給トラックには強いが、戦車や爆撃機には弱い。地上ユニットの中では移動距離は最も速い。
- 野戦砲 - 射程は4あり間接攻撃ができるが、飛行ユニットには弱く、荒地では少しの距離しか移動できない。
- 高射砲 - 射程が3あり間接攻撃でき飛行ユニットにも強いが、荒地では少しの距離しか移動できない。
- 歩兵 - 司令部には強く、他のユニットには弱い。移動距離は遅いが、移動燃料消費なしに移動できる。
- 輸送トラック - 歩兵を載せて、長い移動距離を移動することができる。
- 補給トラック - 地上ユニットに横付けすれば補給をすることができる。
- 司令部 - 司令部がやられると敗北する。比較的強いが、歩兵には弱い。

飛行ユニット
砂漠・草地・荒地は関係なく長い移動距離を移動でき、海にも移動することができる。移動燃料が切れると墜落する。補給は飛行場で可能。
- 爆撃機 - 戦車などの地上ユニットには強いが、戦闘機や高射砲には弱い。
- 戦闘機 - 爆撃機に強いが、高射砲には弱い。

### 地形
- 道路 - 地上ユニットの移動の際には燃料消費を最も消費しなくてすみ、長い距離を移動できる。
- 砂漠/草地 - 地上ユニットの移動の際には道路と比較すると燃料消費を消費しやすく、移動距離も短い。
- 荒地 - 地上ユニットの移動の際に燃料消費を最も消費しやすく、短い距離しか移動できない。
- 陣地/オアシス - 滞在中は地上ユニットの防御力が上がる。
- 町 - 地上ユニットの補給ができる。
- 飛行場 - 飛行ユニットの補給ができる。
- 海 - 飛行ユニットしか入ることができない。

## 評価
ゲーム誌『ファミコン通信』の「クロスレビュー」では合計23点（満40点）、『ファミリーコンピュータMagazine』の読者投票による「ゲーム通信簿」での評価は以下の通りとなっており、17.19点（満30点）となっている。同誌1991年5月10日号特別付録の「ファミコンロムカセット オールカタログ」では、「初心者向け」と紹介されている。
| 項目 | キャラクタ | 音楽 | 操作性 | 熱中度 | お買得度 | オリジナリティ | 総合  |
| 得点 | 2.89       | 2.95 | 2.87   | 2.86   | 2.79     | 2.83           | 17.19 |

## 関連作品
攻略本
- 『戦車戦略 砂漠の狐 完全攻略テクニックブック』 - 徳間コミュニケーションズ、380円、昭和63年（1988年）5月10日初版 ISBN 4886580882